# Pinot Meunier
Pinot Meunier (oder Schwarzriesling, Müllerrebe) ist eine Rotweinsorte und zählt zur Gruppe der Burgundersorten.

## Abstammung, Herkunft
Die Sorte ist eine Mutation von Pinot noir (oder umgekehrt), die schon im 16. Jahrhundert bekannt war.
Ferdinand Regner, Leiter der Abteilung Rebenzüchtung am Bundesamt für Wein- und Obstbau Klosterneuburg, nimmt an, dass der Schwarzriesling bei zahlreichen Kreuzungszüchtungen (sehr oft mit Traminer) beteiligt war und den Urvater der
Burgunderfamilie darstellt.
Paul K. Boss und Mark R. Thomas vom CSIRO Plant Industry and Cooperative Research Centre for Viticulture in Glen Osmond, Australien, fanden heraus, dass die Rebe aufgrund eines mutierten Gens nicht auf Gibberellinsäure, ein Pflanzenhormon, anspricht. Dies erklärt den unterschiedlichen Reifeverlauf und die etwas geringere Größe im Vergleich zu Spätburgunderbeeren.

### Name
Müllerrebe - diesen Namen hat sie deshalb, weil ihre stark behaarten Blätter auf der Unterseite aussehen, als wären sie mit Mehl bestäubt. In Deutschland ist deshalb auch Müllerrebe ein Synonym für den Schwarzriesling, in Österreich Blaue Postitschtraube (Anbau in der Steiermark und in der Ostschweiz) und in Australien Miller’s Burgundy (Anbau in Südostaustralien).

## Ampelografische Sortenmerkmale

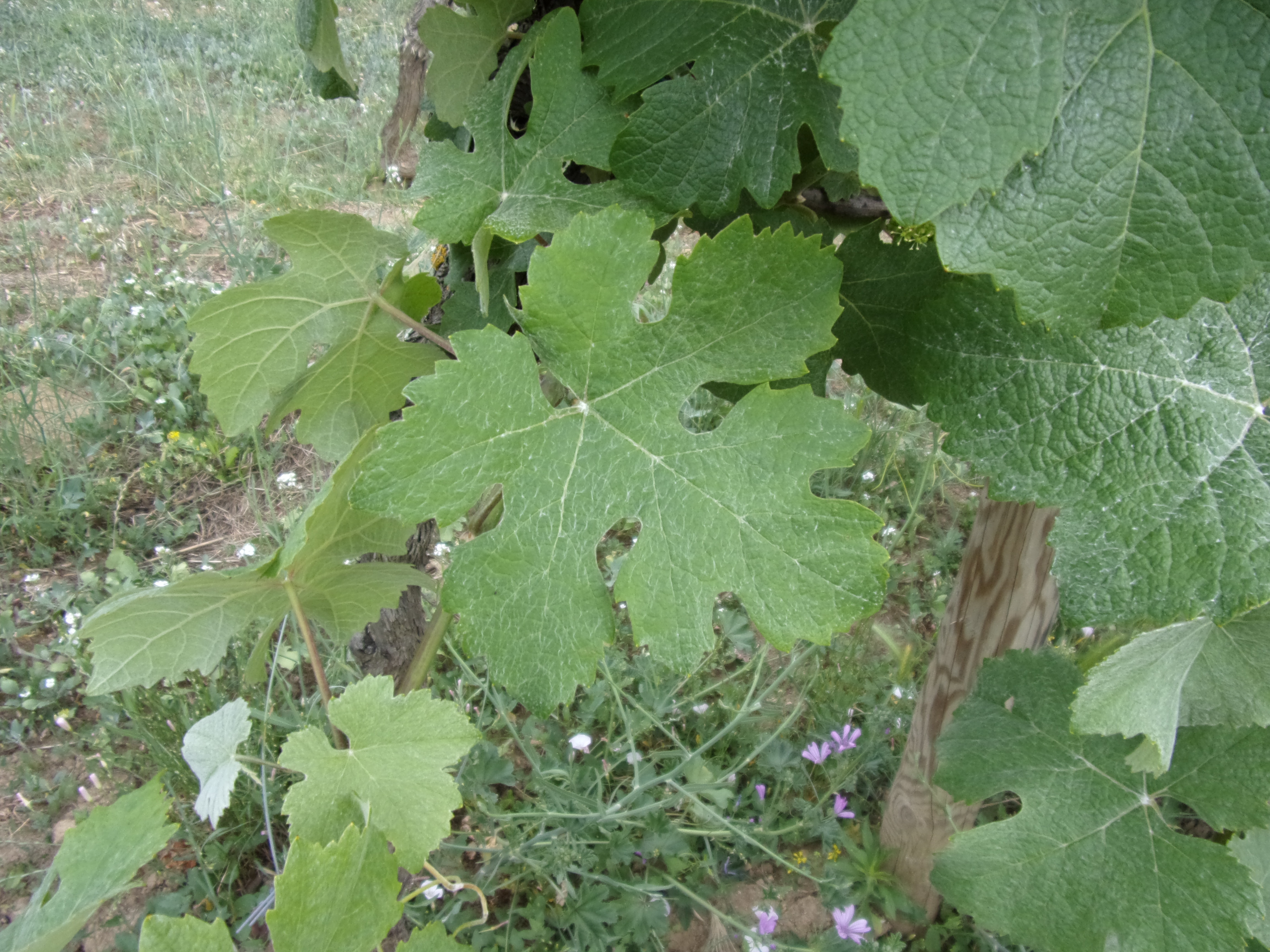
Blattform

- Die Triebspitze ist offen, stark dichtfilzig und weißwollig behaart.
- Die mittelgroßen Blätter sind rundlich, meist fünflappig, mittelstark gebuchtet. Die Stielbucht ist V-förmig offen bis geschlossen. Das Blatt ist stumpf gesägt. Die Blattoberfläche ist rau und blasig derb. Die Blattunterseite ist dichtwollig behaart (wie mit Mehl bestäubt, daher der Name Müllerrebe).
- Die konus- bis walzenförmige Traube ist mittelgroß und dichtbeerig. Die rundlichen bis ovalen Beeren sind klein bis mittelgroß und von schwarzblauer Farbe.

Die Sorte hat einen hängenden Wuchs, weshalb sich die Triebe schwer aufheften lassen. Sie hat eine mittelspäte Reife.

## Eigenschaften
Die Eigenschaften und Ansprüche sind denen des Blauen Spätburgunders sehr ähnlich. Sie stellt an Boden und Klima geringere Ansprüche als der Spätburgunder und gilt infolge des späten Austriebs als spätfrostunempfindlich. Sie besitzt auch eine gute Winterfrostwiderstandsfähigkeit. Sie ist wenig anfällig gegen Echten Mehltau und Falschen Mehltau. Wegen der Dichtbeerigkeit besteht erhöhte Anfälligkeit für Botrytis.

## Wein
Die Trauben liefern einen Wein mit rubin- bis ziegelroter Farbe und fruchtigem Aroma.

## Ertrag
Durch die geringere Verrieselungsgefahr ist die Sorte relativ ertragssicher.

## Verbreitung
Weltweit gibt es eine Anbaufläche von 14.695 ha (2016). Die fünf Länder mit den größten Anbauflächen waren:
| Land                   | Rebfläche ha 2016 |
| ---------------------- | ----------------- |
| Frankreich             | 12.130            |
| Deutschland            | 2.002             |
| Vereinigtes Königreich | 202               |
| Moldawien              | 138               |
| Australien             | 82                |
| Weltanbaufläche 2016   | 14.695            |

### Frankreich
In der Champagne nimmt Pinot Meunier ca. 30 % der Rebfläche ein (11.087 ha, Stand 2010) und ist neben Pinot noir und Chardonnay Bestandteil der Grundweine des Champagners. Die meisten Rebflächen liegen im Tal der Marne. (→ siehe auch den Artikel Weinbau in Frankreich)

### Deutschland
In Deutschland waren im Jahr 2015 2.058 ha (= 2 % der deutschen Rebfläche) mit der Rebsorte Pinot Meunier bestockt. In den letzten Jahren nahm die Rebfläche auf 1.698 ha (≈1,6 %) der bestockten Rebfläche ab.
| Anbaugebiet          | Fläche ha 2015 | Fläche ha 2022 |
| Deutschland          | 2.058          | 1.698          |
| Rheinland-Pfalz      | 244            | 225            |
| Pfalz                | 145            | 124            |
| Rheinhessen          | 80             | 80             |
| Mittelrhein          |                | 2              |
| Mosel                | 11             | 11             |
| Nahe                 |                | 7              |
| Baden-Württemberg    | 1.730          | 1.403          |
| Württemberg          | 1.492          | 1.201          |
| Baden                | 238            | 202            |
| Bayern (Franken)     | 77             | 62             |
| Hessen               | 3              | 3              |
| Hessische Bergstraße | 1              | 1              |
| Rheingau             | 3              | 2              |
| Neue Bundesländer    | 2              |                |
| Thüringen            | 3              | 0              |
| Sachsen              | 2              | 2              |
| Sachsen-Anhalt       |                | 2              |

## Synonyme
Synonyme: 70; Auvergnat Gris, Auvernat Blanc, Auvernat Gris, Auvernat Meunier, Black Cluster, Blanc Meunier, Blanche Feuille, Blaue Postitschtraube, Blauer Riesling, Bourgogne Miller’s, Carpinet, Cerny Mancujk, Credinet, Enfarine, Farineux, Farineux Noir, Fernaise, Feuille Blanche, Fresillon, Fromente, Fruehe Blaue Muellerrebe, Fruehe Muellerrebe, Goujean, Goujeau, Gris Meunier, Meunier, Meunier Crni, Meunier Noir, Meusnier, Miller Grape, Miller’s Burgundy, Miller’s Grape, Mlinarica Rana Modra, Mlynarka, Molnar Toke Kek, Molnarszoeloe, Molnir Toke Kek, Monje Crni, Morillon Tacone, Morillon Taconne, Morone Farinaccio, Moucnik, Mueller, Muellerebe, Muellerrebe, Muellertraube, Muellerweib, Munier, Munier Grape, Noirien de Vuillapans, Noirin Enfarine, Ordinaere Muellerrebe, Pineau Meunier, Pinot Femelle, Pinot Negro, Plant de Brie, Plant Meunier, Postitschtraube, Rana Modra Mlinaria, Rana Modra Mlinarica, Rana Modra Molinaria, Resseau, Riesling Noir, Sarpinet, Schwarzblaue Muellerrebe, Schwarze Riesling, Schwarzer Riesling, Schwarzriesling, Trezillon, Wrotham Pinot.